# Стеценко Степан Омелянович
Степа́н Омеля́нович Стеце́нко (* 22 грудня 1903, с. Стоянівка, Єлисаветградський повіт, Херсонська губернія, Російська імперія — 9 листопада 1989, Київ) — радянський український державний та політичний діяч, один із організаторів і керівників підпільного та партизанського руху під час німецької окупації. Депутат Верховної Ради УРСР 5-го, 6-го, 7-го, та 8-го скликання. Депутат Верховної Ради СРСР 2-го скликання (в 1948—1950 роках). Член Ревізійної Комісії КПУ в 1956—1971 р. Член ЦК КПУ в 1971—1976 р.

## Біографія
Народився в бідній селянській родині на Єлисаветградщині. У 1920 році вступив до комсомолу.
У 1920—1922 роках — у Червоній армії. Від 1922 року — на комсомольській та партійній роботі. Очолював революційний комітет у селі Стоянівці на Єлисаветградщині. Член ВКП(б) з 1926 року.
Після закінчення в Єлисаветграді 1923 року радянської партійної школи працював у партійних, комсомольських та профспілкових органах Єлисаветградської, потім Зинов'ївської округи. У 1930—1932 — редактор Зинов'ївської міської газети «Зинов'ївський пролетарій».
Від 1932 року — завідувач відділу, 2-й секретар Луганського (із 1935 Ворошиловградського) міського комітету КП(б)У. 1937 року переведений на посаду секретаря партійного комітету Ворошиловградського паровозобудівного заводу імені Жовтневої революції.
1 червня 1938 року заарештований за звинуваченням у керівництві правотроцькістською змовою. 18 березня 1940 року звільнений з-під варти, а справу було припинено за відсутністю складу злочину.
Після звільнення, у 1940—1942 роках — завідувач Ворошиловградського обласного відділу лісової промисловості.
Під час німецько-радянської війни був територіальним секретарем Ворошиловградського підпільного обласного комітету Комуністичної партії (більшовиків) України (1942—1943) в районі міст Красний Луч і Боково-Антрацит.
У 1943 — січні 1948 року — 2-й секретар Ворошиловградського міського комітету КП(б)У.
У січні 1948 — січні 1950 року — голова виконавчого комітету Ворошиловградської обласної ради депутатів трудящих.
У 1950 — грудні 1955 року — 1-й секретар Чернівецького міського комітету КПУ. У грудні 1955 року працював інспектором в апараті ЦК КП України.
У грудні 1955 — січні 1963 року — 2-й секретар Черкаського обласного комітету КПУ.
У січні 1963 — грудні 1964 року — голова виконавчого комітету Черкаської сільської обласної ради депутатів трудящих. У грудні 1964 — квітні 1967 року — голова виконавчого комітету Черкаської обласної ради депутатів трудящих.
У квітні 1967 року переведений на посаду першого заступника голови Президії Верховної Ради Української РСР.
1975 року вийшов на пенсію. Похований в місті Києві.

## Нагороди
Нагороджений трьома орденами Леніна (26.02.1958), двома орденами Трудового Червоного Прапора (1963), орденом Червоної зірки, орденом Жовтневої Революції, орденом Дружби народів, орденом Вітчизняної війни І ступеня, іншими орденами та медалями.

## Публікації
- Стеценко С. Е. Некоторые вопросы организации и деятельности партийного подполья на Ворошиловградщине (июль 1942 — февраль 1943) // Коммунистическая партия — организатор освобождения Советской Украины от фашистских захватчиков. — К., 1975. — С.203-208.